# بییاسپکه
بییاسپکه (به اسپانیایی: Villazopeque) یک شهرستان در اسپانیا است که در استان بورگس واقع شده‌است.

## خصوصیات
بییاسپکه ۱۱ کیلومترمربع مساحت و ۷۸ نفر جمعیت دارد.